# هانك داميكو
هانك داميكو (بالإنجليزية: Hank D'Amico)‏ هو عازف جاز أمريكي، ولد في 21 مارس 1915 في روتشستر في الولايات المتحدة، وتوفي في 3 ديسمبر 1965 في نيويورك في الولايات المتحدة.

## وصلات خارجية
- هانك داميكو على موقع IMDb (الإنجليزية)
- هانك داميكو على موقع ميوزك برينز (الإنجليزية)
- هانك داميكو على موقع أول ميوزيك (الإنجليزية)
- هانك داميكو على موقع ديسكوغز (الإنجليزية)